# NGC 4344
NGC 4344 is een lensvormig sterrenstelsel in het sterrenbeeld Hoofdhaar. Het hemelobject werd op 14 maart 1784 ontdekt door de Duits-Britse astronoom William Herschel.

## Synoniemen
- UGC 7468
- IRAS 12210+1748
- MCG 3-32-22
- VCC 655
- ZWG 99.37
- KUG 1221+178
- PGC 40249